# Cinéma sinophone
Le Cinéma sinophone (chinois simplifié : 華語電影 ; pinyin : huá yǔ diàn yǐng), parfois appelé cinéma chinois, désigne stricto sensu les films tournés dans l'une des langues chinoises, que ce soit le mandarin, le cantonais ou autres. La quasi-totalité de ces films proviennent de la « grande Chine » ou sphère culturelle chinoise, dont la Chine continentale, Hong Kong et Taïwan. Malgré leurs racines communes et leurs liens linguistiques, historiques et culturels, ces cinémas ont chacun leur singularité. Parfois confondus à l'étranger, ils ont une histoire et un style qui leur sont propres.
- Le cinéma hongkongais est assez commercial et très populaire à l'étranger ;
- Le cinéma taïwanais a été marqué par la domination japonaise jusqu'en 1937 puis par les profondes mutations socio-économiques ;
- Le cinéma de Chine continentale.
- Le cinéma de Macao est assez confidentiel.
- Le cinéma singapourien est très productif, mais hors de la zone d'influence forte de Pékin.

## Définition
Dans les années 1950 et 1960, les films produits à Hong Kong britannique (en cantonais), à Xiamen (en minnan) et en mandarin (en Mandarin de Pékin) étaient tous appelés « films chinois » à Singapour et en Malaisie,. Plus tard, les médias hongkongais ont également commencé à utiliser le terme « film chinois », ce que Xu Weixian, auteur de l'ouvrage L'origine des films en langue chinoise, attribue aux échanges croissants entre les médias singapourien, malais et hongkongais à cette époque.
Vers 2004, Lu Xiaopeng et Ye Yuet Yu ont proposé le terme « cinéma sinophone » ou « cinéma de langue chinoise » (華語電影, huá yǔ diàn yǐng) comme « un terme plus complet englobant tout le cinéma local, national, régional, transnational et diasporique lié aux langues chinoises », et il est utilisé par des universitaires en Chine continentale, à Hong Kong, à Taïwan, au Royaume-Uni, aux États-Unis et en France. Le cinéma sinophone est défini comme « les films produits en Chine continentale, à Taïwan, à Hong Kong et dans des communautés chinoises distinctes utilisant principalement des dialectes chinois, ce qui inclut également les films produits dans le cadre de collaborations transnationales avec d'autres industries cinématographiques ».

## Histoire

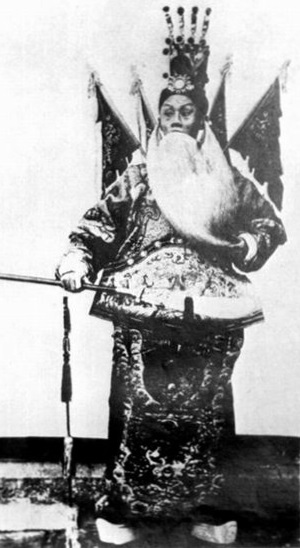
Tan Xinpei dans le premier film chinois La Montagne Dingjun (1905).

### Domination de Shanghai
Le cinéma apparaît au début du XXe siècle dans le monde chinois. Il s'inspire principalement de l'opéra chinois. Le cinéma taïwanais est également marqué par l'influence japonaise.
Avant la première guerre mondiale, la capitale du cinéma chinois est Shanghai qui concentre la quasi-totalité des films chinois, avec des sociétés de production comme la Mingxing, la Tianyi, la Xinhua, et la Lianhua, et des vedettes comme Ruan Lingyu, Zheng Junli ou Jiang Qing. On ne peut pas encore parler de cinéma taïwanais ou hongkongais.
Le premier film chinois à être récompensé dans un festival international est Le Chant des pêcheurs de Cai Chusheng sorti en 1934.

### L'après guerre
La Seconde Guerre mondiale puis la guerre civile entraine le départ de nombreux artistes chinois continentaux vers Hong Kong et Taïwan. Le cinéma de la Chine continentale devient marqué par le modèle soviétique avec une production et des thématiques étroitement contrôlées par l'État. La révolution culturelle (1966-1975) entraine un quasi-arrêt de la production en Chine communiste. Parallèlement, Hong Kong devient le cœur de la production cinématographique chinoise sous l'impulsion de la Shaw Brothers et des artistes émigrés de Chine. Ils produisent principalement des films d'arts martiaux qui conquièrent la diaspora chinoise puis même le public occidental grâce à Bruce Lee au début des années 1970.

### Les succès des années 1980 et 1990
Tous les cinémas chinois connaissent d'importants succès à partir des années 1980. Tandis que les succès Hongkongais continuent avec des réalisateurs tels que Tsui Hark ou John Woo puis Wong Kar-wai dans les années 1990, on assiste aussi au renouveau en Chine Continentale et à Taïwan. La 5e Génération émerge en Chine continentale avec Zhang Yimou et Chen Kaige. La nouvelle vague taiwainaise se développe avec Edward Yang et surtout Hou Hsiao-hsien.
Les succès culminent en 1992-1993 avec la Palme d'or à Cannes en mai 1992 pour Chen Kaige et son film Adieu ma concubine, le Lion d'or de Venise pour Zhang Yimou en septembre 1992 et son film Qiu Ju, une femme chinoise, et enfin l'Ours d'or de Berlin en février 1993 pour Ang Lee et Xie Fei pour leur film Garçon d'honneur.

## Rapprochements
Depuis la fin des années 1990 et notamment depuis la rétrocession de Hong Kong à la Chine en 1997, les liens entre les différents cinémas en langue chinoise se sont développés.
C'est notamment le cas avec des super-productions rassemblant des stars de tout le monde chinois. Ainsi Tigre et Dragon réalisé par le taïwanais Ang Lee a des acteurs taïwanais mais également chinois et hongkongais. Dans la même veine on peut citer Le Secret des poignards volants et Hero réalisés par le continental Zhang Yimou.